# Morro Braz
Morro Braz es una localidad caboverdiana del municipio de Ribeira Brava.

## Geografía
La localidad está situada en la isla de São Nicolau.

## Organización territorial
La localidad abarca los lugares y barrios de:
- Alto de Caneca
- Chã de Canhota
- Chã de Cantinho
- Estancinha
- Largo da Igreja
- Mangrande
- Pandulha